# Companyia General dels Ferrocarrils Catalans
La Companyia General dels Ferrocarrils Catalans (CGFC) va ser una empresa privada ferroviària catalana que va explotar, entre els anys 1919 i 1976, les línies de tren d'ample ferroviari mètric que discorrien entre el Barcelonès, el Baix Llobregat, l'Anoia, el Bages i el Berguedà, conegudes popularment com el Carrilet. En l'actualitat la part que encara existeix d'aquestes línies és explotada per l'empresa pública Ferrocarrils de la Generalitat de Catalunya per a transport de passatgers (Línia Llobregat-Anoia) i mercaderies.

## Història

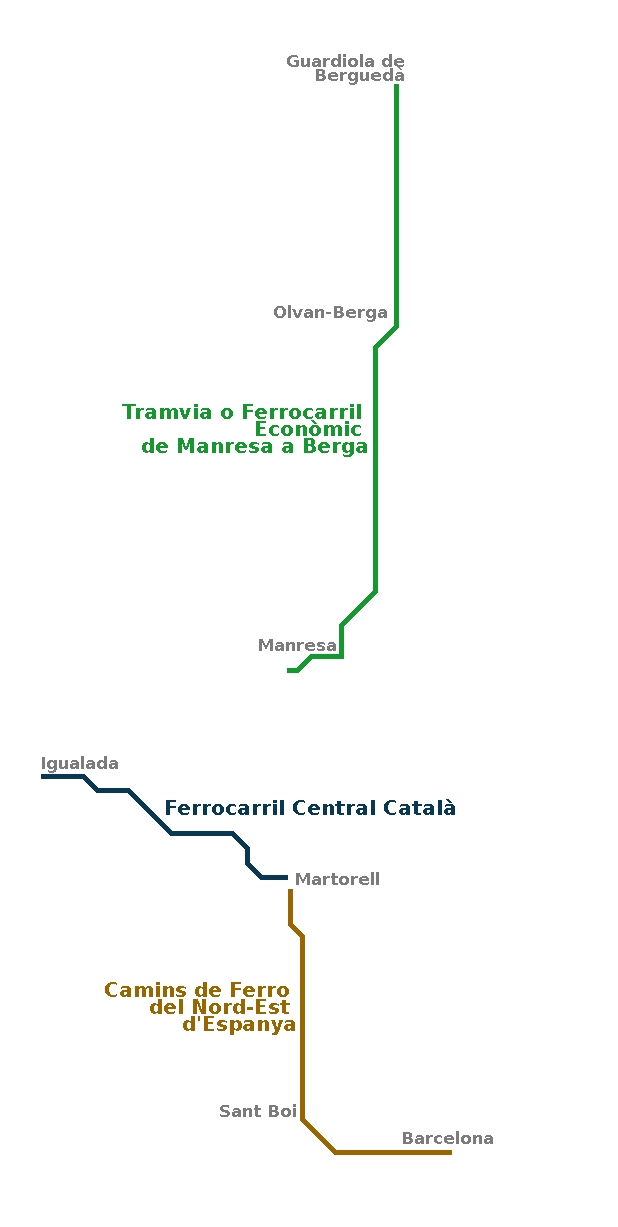
Esquema de les línies l'any 1919

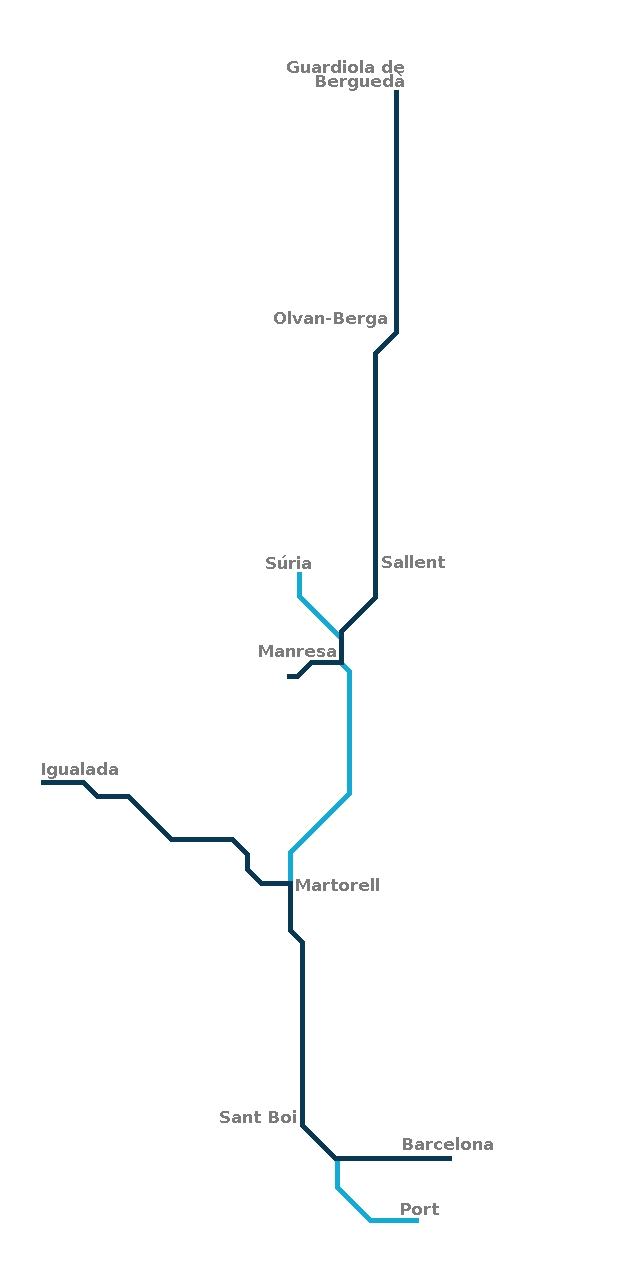
Esquema de la línia l'any 1926 amb les noves ampliacions

La companyia es va crear el 4 de juliol de 1919 per a integrar tres empreses que explotaven diferents línies: Camins de Ferro del Nord-est d'Espanya (entre Martorell i Barcelona); Ferrocarril Central Català (entre Martorell i Igualada); i Tramvia o Ferrocarril Econòmic de Manresa a Berga (entre Manresa, Berga i Guardiola de Berguedà). Tanmateix, aquesta última societat va subsistir fins a 1978 com una empresa independent participada per la CGFC juntament amb diversos accionistes.
El 1924, la CGFC va inaugurar la construcció que havia fet del tram entre Martorell i Manresa amb l'objectiu d'unificar la línia de Barcelona a Igualada amb la de Manresa a Guardiola. També va obrir el mateix any el tram ferroviari entre les mines de sals potàssiques de Súria i Manresa per al transport de mercaderies. El 1926 la CGFC va construir l'estació soterrada de Plaça Espanya de Barcelona des de l'antiga estació de la Magòria. El 1926 també obre al trànsit de mercaderies a Barcelona un ramal entre la Bordeta i l'Estació de Vilanova o del Morrot.
El 1936, la CGFC és col·lectivitzada i gestionada per un comitè obrer de la UGT i la CNT i, amb l'arribada de les tropes franquistes a Catalunya, el 1939 els anteriors propietaris agafen de nou el control de l'empresa. Durant els enfrontaments a la Guerra Civil molts trams, instal·lacions i materials van quedar malmesos i alguns no es van rehabilitar mai més, com és el cas de l'enllaç a Manresa entre l'estació de CGFC i la de Companyia dels Camins de Ferro del Nord d'Espanya, actualment d'Adif. Als anys 50 van començar a arribar les primeres unitats dièsel a la línia i el 1961 es va electrificar el tram entre Sant Boi de Llobregat i Pallejà. L'empresa perllongà l'electrificació el 1971 fins a Monistrol de Montserrat.
Els problemes econòmics que arrossegava la CGFC van fer que entre 1972 i 1973 es tanqués el servei ferroviari entre Manresa i Guardiola de Berguedà. La construcció de l'embassament de la Baells, que afectava de ple el traçat de la línia, va servir com a motiu perquè el 2 de maig de 1972 circulés l'últim servei entre les estacions de Guardiola de Berguedà i Olvan-Berga. La construcció del Túnel del Cadí i la consegüent reforma de l'Eix del Llobregat van servir també com a argument per eliminar el tram entre Sallent i Olvan, per on circulava la línia seguint la carrera C-1411. L'últim trajecte de passatgers entre Olvan-Berga i Manresa es va fer el 30 de juny de 1973 i només va restar des d'aleshores en servei per a mercaderies el tram entre Manresa i Sallent per al transport de sals potàssiques.
Els problemes financers, però, van continuar i van provocar que l'empresa es declarés en fallida. El 1976 l'Estat va haver d'intervenir i la companyia pública FEVE es va fer càrrec de l'explotació provisional de la línia, però just l'any següent va anunciar el possible tancament del tram Martorell-Igualada. El 5 de setembre de 1979 el restaurat Parlament de Catalunya va aprovar en una de les seves primeres decisions la creació de Ferrocarrils de la Generalitat de Catalunya (FGC), una empresa pública que va absorbir la CGFC juntament també amb la companyia privada Ferrocarrils de Catalunya per a assumir així la gestió de les línies del Llobregat i el Vallès.

## Projectes de la companyia
Durant la dècada de 1920, la companyia va realitzar diferents estudis per perllongar la línia des de Guardiola de Berguedà fins a Puigcerdà, la Seu d'Urgell i Olot.

## Parc de material rodant
La CGFC va disposar d'un ampli parc de material rodant, arribant a disposar desenes de locomotores de vapor, elèctriques i dièsel; diversos automotors elèctrics i dièsel; un ampli parc de cotxes de viatgers; i centenars de vagons de mercaderies, doncs la seva principal activitat era aquesta, més que la de transport de viatgers. Alguns d'aquests vehicles procedien de les antigues empreses que van formar la CGFC, i d'altres els va adquirir la companyia directament.
| Sèrie         | Rodatge  | Quantitat | Any construcció | Fabricants                          | Observacions                                                                                               |
| ------------- | -------- | --------- | --------------- | ----------------------------------- | --- |
| 5-6           | 130T     | 2         | 1895            | Meuse                               | Procedeixen del Ferrocarril Central Catalán (CC), amb els mateixos números.                                |
| 7-9           | 030T     | 3         | 1904-1909       | Meuse                               | Procedeixen Ferrocarril Central Catalán (CC), amb els mateixos números.                                    |
| 10            | 230T     | 1         | 1912            | Tubize                              | Procedeix del Ferrocarril Central Catalán (CC), amb el mateix número.                                      |
| 11-16         | 130T     | 6         | 1912            | Energie                             | Procedeix del Camino de Hierro del Nordeste de España (NEE), números 1-6.                                  |
| 21-24         | 030WT    | 4         | 1884-1885       | Krauss                              | Procedeix del Tranvía o Ferrocarril Económico de Manresa a Berga (TFEMB), números 1-4.                     |
| 25-42 (Berga) | 030WT    | 18        | 1888-1911       | Krauss, Talleres Nuevo Vulcano, MTM | Procedeix del Tranvía o Ferrocarril Económico de Manresa a Berga (TFEMB), números 5-22.                    |
| 100 (Garratt) | 130+031T | 8         | 1922-1926       | Saint Leonard                       | Les locomotores 105-108 adquirides oficialment pel TFEMB, en aquell moment filial de la CGFC.              |
| 200           | 131T     | 9         | 1923-1948       | Energie                             | La locomotora 209 adquirida oficialment per Carbones de Berga S.A.                                         |
| 500           | 131T     | 3         | 1908-1911       | Borsig                              | Llogades al Ferrocarril de Minas de Cala entre 1942 i 1948.                                                |
| 600 (Mallet)  | 1220T    | 2         | 1902            | SLM                                 | Adquirides de segona mà al ferrocarril suís Yverdon-Ste. Croix el 1947. Ex Rhätische Bahn G 2/3+2/2 25-32. |

| Sèrie | Rodatge | Quantitat | Any construcció | Fabricants              | Observacions |
| ----- | ------- | --------- | --------------- | ----------------------- | ------------ |
| 300   | Bo' Bo' | 4         | 1926            | Braine-le-Compte i Ganz |              |

| Sèrie | Rodatge | Quantitat | Any construcció | Fabricants                                  | Observacions                                           |
| ----- | ------- | --------- | --------------- | ------------------------------------------- | ------------------------------------------------------ |
| T1-T5 | A1      | 5         | 1925-1929       | ? i Fordson                                 |                                                        |
| 700   | Bo' Bo' | 6         | 1955-1965       | Alsthom, Euskalduna, Babcock & Wilcox i GEE |                                                        |
| 800   | B       | 1         | 1962            | Metalúrgica de San Martín y Gmeinder        |                                                        |
| 810   | B       | 2         | 1967            | Metalúrgica de San Martín                   |                                                        |
| 820   | C       | 4         | 1967            | SECN y Yorkshire                            |                                                        |
| 1000  | Bo' Bo' | 4         | 1955-1965       | Alsthom, Babcock & Wilcox i GEE             | Adquirides originalment pel ferrocarril Manresa-Olvan. |

| Sèrie             | Rodatge | Quantitat | Any construcció | Fabricants       | Observacions |
| ----------------- | ------- | --------- | --------------- | ---------------- | ------------ |
| 400               | 1A' A1' | 3         | 1926            | CEMSA            |              |
| 3000 (Ferrostaal) | B' B'   | 4         | 1957-1959       | Euskalduna       |              |
| 3000 (MAN)        | B' 2'   | 11        | 1966-1968       | MAN i Euskalduna |              |

| Sèrie | Rodatge | Quantitat | Any construcció | Fabricants  | Observacions                             |
| ----- | ------- | --------- | --------------- | ----------- | ---------------------------------------- |
| 5000  | Bo' Bo' | 9         | 1960-1966       | SECN i Ganz |                                          |
| 5100  | Bo' Bo' | 6         | 1960-1966       | SECN i Ganz |                                          |
| 5200  | Bo' Bo' | 3         | 1960            | SECN i Ganz | Furgons automotors, no van circular mai. |

| Sèrie            | Quantitat | Any construcció | Fabricants                               | Observacions |
| ---------------- | --------- | --------------- | ---------------------------------------- | --- |
| Cotxes del TFEMB | 43        | 1885-1907       | MAN i MFC                                | Cotxes de dos eixos procedents del Ferrocarril Económico o Tranvía de Manresa a Berga.                                  |
| Cotxes del CC    | 15        | 1892            | MFC                                      | Cotxes de dos i quatre eixos procedents del Ferrocarril Central Catalán.                                                |
| Cotxes del NEE   | 16        | 1912            | MFC                                      | Cotxes de dos eixos procedents del Camino de Hierro del Nordeste de España.                                             |
| Tipus Martorell  | 42        | 1920-1925       | Ragheno, Franco-Belgue, Braine-le-Compte | Cotxes unificats adquirits per la CGFC.                                                                                 |
| Sèrie 200        | 8         | ?               | ?                                        | Cotxes llogats al Ferrocarril de Minas de Cala.                                                                         |
| Sèrie 250        | 10        | 1914            | Carde y Escoriaza                        | Cotxes llogats, i després adquirits, als Ferrocarriles Secundarios de Castilla.                                         |
| Sèrie 400        | 3         | 1926 (1942)     | CEMSA (CGFC)                             | Antics automotors dièsel transformats per la CGFC en cotxes de viatgers.                                                |
| Ex EFE           | 3         | 1932 i ?        | CAF i ?                                  | Cotxes de EFE destinats al Manresa-Olvan, procedents dels ferrocarrils Madrid-Almorox (dos) i Calahorra-Arnedillo (un). |
| Sèrie 2000       | 27        | 1964            | CGFC                                     | Cotxes metàl·lics construïts per la CGFC a partir d'antics cotxes amb caixa de fusta.                                   |

## Conservació de material mòbil

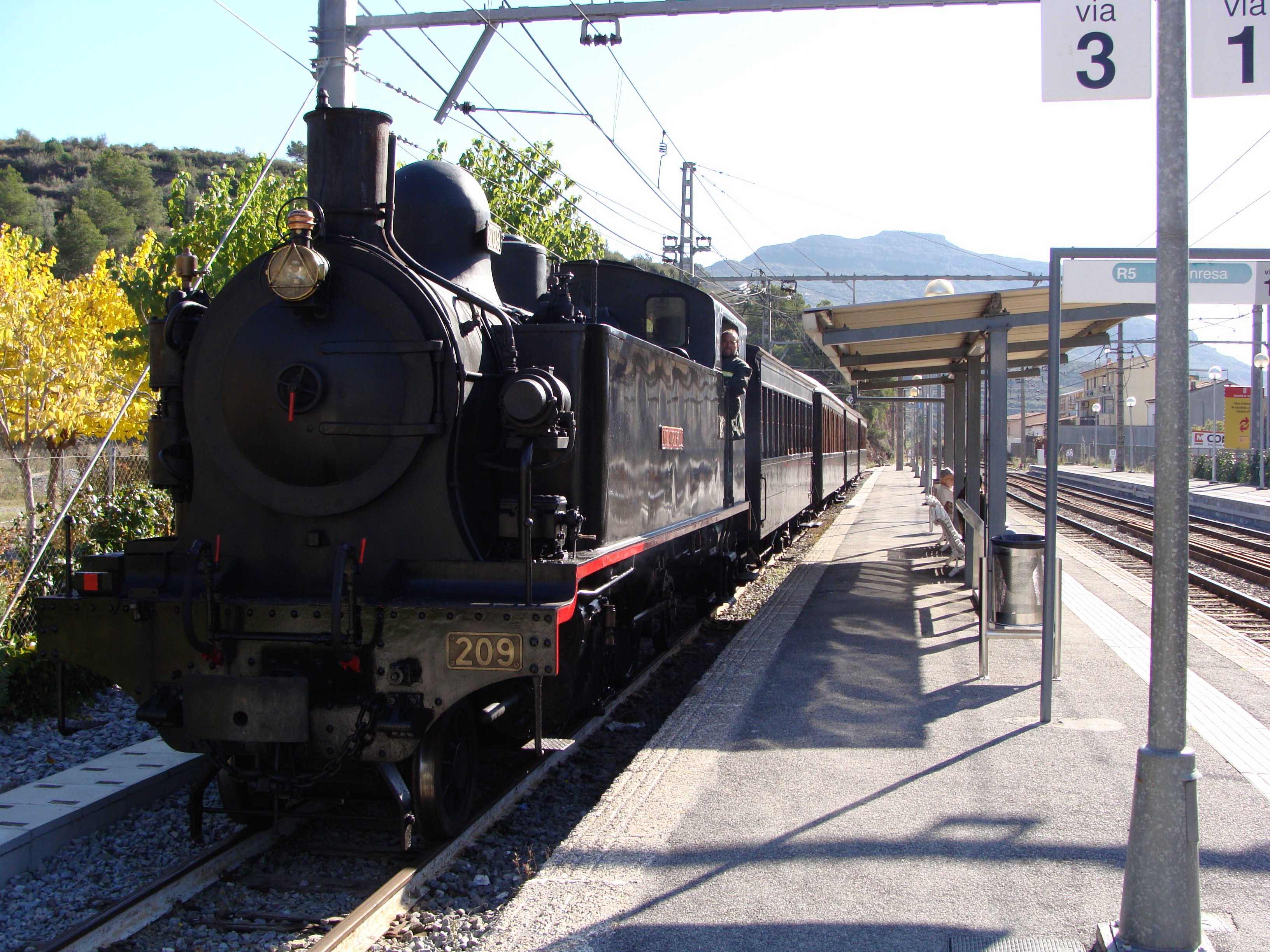
Locomotora Monistrol 209

FGC realitzava viatges per a passatgers entre Martorell-Enllaç i Monistrol de Montserrat amb un tren de la CGFC, que era encapçalat per la locomotora de vapor Monistrol 209. Aquest servei històric va deixar de funcionar el juny de 2011. Posteriorment va realitzar algun viatge esporàdic amb els cotxes de la CGFC remolcats per la locomotora dièsel Alsthom 1003.
FGC també compta amb altres vehicles heretats de la CGFC com l'automotor Naval 5001 (fora de servei), locomotora Alsthom 1003 i divers material mòbil.
L'Associació d'Amics del Ferrocarril de Barcelona és titular de les locomotores Patxanga 304, Berga 31 i Garratt 106 (aquestes dues últimes fora de servei) i cotxes de fusta per realitzar viatges històrics. Tot el material està cedit a FGC.